# USS Cowpens (CVL-25)
USS Cowpens (CV-25/CVL-25/AVT-1), apodado The Mighty Moo, fue un portaviones ligero de la clase Independence de 11.000 toneladas que sirvió a la Armada de los Estados Unidos de 1943 a 1947, incluyendo la Segunda Guerra Mundial.
El Cowpens, llamado así por la Batalla de Cowpens de la Guerra de Independencia de los Estados Unidos, fue botado el 17 de enero de 1943 en la New York Shipbuilding Corporation, en Camden, Nueva Jersey, patrocinado por la Sra. Margaret Bradford Spruance (de soltera Halsey, hija del almirante de la flota William F. Halsey Jr.) y dado de alta el 28 de mayo de 1943 comandado por el capitán RP McConnell. Fue reclasificado como CVL-25 el 15 de julio de 1943. El Cowpens completó su servicio activo a finales de 1946. Fue eliminado de la lista oficial de buques en servicio de la Armada de EE. UU. el 1 de noviembre de 1959 y fue vendido como chatarra en 1960.